# Bademli, Hassa
Bademli là một xã thuộc huyện Hassa, tỉnh Hatay, Thổ Nhĩ Kỳ. Dân số thời điểm năm 2011 là 846 người.